# Хонгконг на Светском првенству у атлетици на отвореном 2019.
Хонгконг је учествовао на 17. Светском првенству у атлетици на отвореном 2019. одржаном у Дохи од 27. септембра до 6. октобра седамнаести пут, односно учествовао је на свим првенствима до данас. Репрезентацију Хонгконга представљала је 1 такмичарка која се такмичила у ходању на 20 километара.,.
На овом првенству такмичарка Хонгконга није освојила ниједну медаљу нити је остварила неки резултат.

## Учесници
Жене:
- Сју Нга Ђинг — 20 км ходање

## Резултати

### Жене
| Атлетичарка  | Дисциплина   | Лични рекорд | Финале   | Финале       | Детаљи |
| Атлетичарка  | Дисциплина   | Лични рекорд | Резултат | Место        | Детаљи |
| ------------ | ------------ | ------------ | -------- | ------------ | ------ |
| Сју Нга Ђинг | 20 км ходање | 1:32:30 НР   | 1:42:55  | 30 / 52 (61) |        |